# Prétot-Sainte-Suzanne

Prétot-Sainte-Suzanne este o comună în departamentul Manche, Franța. În 1 ianuarie 2018 avea o populație de 299 de locuitori.